# Erbits Gyula
Erbits Gyula (Budapest, 1889. április 5. - Carmel, California, USA, 1968. december 10.) magyar származású amerikai képzőművész, a pulp-art stílus jeles képviselője. Idehaza a Zombori Erbits Gyula nevet használta, az Egyesült Államokban Julius Erbit néven alkotott. 

## Élete
Budapesten született 1889. április 5-én, római katolikus családban. Édesapja Erbits Ottó Antal Zomborból származott, kereskedő volt, édesanyja Fellner Mária. A család a Nagymező utca 45. szám alatt lakott. 1893-ban született meg öccse, Jenő.
1899 és 1903 között a VI. kerületi állami főreáliskola négy osztályát végezte el. Ezt követően az Országos Magyar Királyi Iparművészeti Iskolában képezte magát, kisplasztika szakon, egyik tanára Gróh István volt. 1906-ban egy ideig a nagybányai művésztelepen alkotott. Már tanulmányai alatt több alkalommal indult sikerrel különféle művészeti pályázatokon, 1908-ben pedig jeles eredménnyel szerzett oklevelet. Ezután a kereskedelemügyi minisztériumtól 1000 koronás segélyben részesült, amelyet külföldi tapasztalatszerzésre használhatott fel.
Hazatérése után Zala György műtermében dolgozott, illetve újságillusztrációkat készített a Kakas Márton című élclapba. A lap negyedévenként kisorsolta előfizetői közt azoknak a művészeknek egy-egy eredeti alkotását, akik az újság illusztrációit rajzolták. 1912 októberében Erbits Tündérek című rajza volt az egyik nyeremény.
Az I. világháború kitörése után katonai szolgálatra hívták be a komáromi cs. és kir. 12. gyalogezredhez. 1915 július 1-el tartalékos hadnaggyá nevezték ki. 1917 májusában az ezred Nagybecskereken állomásozó pótkerete felállította IV. Károly király első magyarországi köztéri szobrát. Az uralkodót ábrázoló mellszobrot Erbits Gyula készítette el. Komáromban több alkalommal részt vett az alakulat által szervezett jótékonysági rendezvényeken, ahol improvizált karikatúrákkal szórakoztatta a közönséget. Ugyancsak ő tervezte meg a Gömöry Jenő által szerkesztett A Nagy Háború katonanótái című kötet második kiadásának borítóját, melyet az ezred rokkantalapja adott ki 1918-ban.
A háború végére tartalékos főhadnaggyá lépett elő, elnyerte az Ezüst és a Bronz Katonai Érdemérmet, hadiszalagon, a kardokkal, valamint a Károly Csapatkeresztet is.
1919-ben ő készítette a Vörös Hadsereg egyik toborzóplakátját, ezért a Tanácsköztársaság bukása után elhagyta az országot.
1921. szeptember 4-én, a Hamburgból induló SS Caramania gőzhajó fedélzetén érkezett New Yorkba, testvérével együtt. A testvérpár Manhattanben telepedett le. 1924. október 6-án feleségül vette a 29 éves, elvált Donáth Lenkét. A házaspár 1926-ban a New York állambéli White Plainsbe költözött. Itt született meg Nancy nevű lányuk 1926. február 12-én.
1927-ben öccsével egy művészei stúdiót nyitottak Manhattanben, ahol Gyula elsősorban pasztellportrékat készített. A korszakra jellemző volt a ponyvairodalom (pulp fiction) népszerűsége, az Egyesült Államokban számos magazin (pulp magazine) jelent meg. E lapok színes, figyelemfelhívó címlapokkal készültek, melyek gyakran ábrázoltak vonzó, fiatal nőket. Erbits Gyula számos ilyen újság számára készített illusztrációkat, borítógrafikákat, ezért az úgynevezett pulp-art egyik neves képviselőjeként tartják számon.
1928-ban magyar állampolgárságáról lemondott és amerikai állampolgárságért folyamodott, amelyet 1928 november 19-én kapott meg.
1941-ben már családjától különváltan élt New Yorkban, majd a II. világháború lezárása után Californiába, Santa Barbarába költözött. A háborúnak köszönhetően felfutó pin-up stílus és nagy filmstúdiók folyamatos munkát biztosítottak az Erbitshez hasonló művészeknek. 1946-ban ismét megnősült, új felesége is magyar származású volt. 1957-ben Carmelbe költözött, élete utolsó szakaszában romló látása már számottevően akadályozta az alkotásban.
1968. december 10-én otthonában szívinfarktust kapott, a helyi kórházban hunyt el.

## Művei
Ez a szakasz egyelőre erősen hiányos. Segíts te is a kibővítésében!
- IV. Károly mellszobor (Nagybecskerek, 1917) valószínűleg megsemmisült.
- A Nagy Háború katonanótái (könyvborító, Nagybecskerek, 1918)
- Ne tétovázz! Állj mellénk a Vörös Hadseregbe! (toborzóplakát, 1919)